# 좌석 등급

아시아나항공 보잉 747-400기의 좌석 등급

좌석 등급은 대중교통(항공기, 배, 기차 등)에 이코노미, 프리미엄 이코노미, 비즈니스 클래스, 일등석 등과 같은 좌석의 순서에 따라 매긴 등급이다.

## 여객기
전통적으로 여객기는 윗층부터 아래로 일등석, 비즈니스, 이코노미 객실로 나뉜다. 최근 몇 년간 일부 항공사들은 프리미엄 이코노미 클래스를 이코노미 클래스와 비즈니스 클래스 사이의 중간 등급으로 추가했다.
등급에 따라 수화물 무게, 서비스 등의 혜택이 높아진다.

## 버스
멕시코에서의 버스는 종종 지정된 서비스 수준을 가지고 있는데, 그 중 상단은 드루조 또는 클로제 루조, 그 다음이 플러스 클로제, 프리메라 클로제, 세군다 클로제이다.

## 같이 보기
- 일등석
- 비즈니스 클래스
- 프리미엄 이코노미
- 이코노미 클래스
- 객차